# Valzergues
Valzergues település Franciaországban, Aveyron megyében. Lakosainak száma 204 fő (2022. január 1.). Valzergues Aubin, Galgan, Lugan és Montbazens községekkel határos.

## Népesség
A település népessége az elmúlt években az alábbi módon változott:
| Lakosok száma | 262  | 225  | 203  | 217  | 195  | 217  | 214  | 210  | 206  | 204  |
|               | 1968 | 1982 | 1999 | 2006 | 2011 | 2015 | 2017 | 2018 | 2020 | 2022 |